# MTV Europe Music Award al miglior artista polacco
L'MTV Europe Music Award al miglior artista polacco (MTV Europe Music Award for Best Polish Act) è uno dei premi degli MTV Europe Music Awards, che viene assegnato dal 2000.

## Albo d'oro

### Anni 2000
| Anno | Vincitore      | Nominati                                                     |
| ---- | -------------- | ------------------------------------------------------------ |
| 2000 | Kazik          | - Brathanki - Reni Jusis - Kayah - Myslovitz                 |
| 2001 | Kasia Kowalska | - Fiolka - Reni Jusis - Myslovitz - Smolik                   |
| 2002 | Myslovitz      | - Blue Café - Futro - T.Love - Wilki                         |
| 2003 | Myslovitz      | - Blue Café - Cool Kids of Death - Peja - Smolik             |
| 2004 | Sistars        | - Ania Dąbrowska - Reni Jusis - Sidney Polak - Trzeci Wymiar |
| 2005 | Sistars        | - Abradab - Monika Brodka - Sidney Polak - Zakopower         |
| 2006 | Blog 27        | - Coma - Hey - Sistars - Virgin                              |
| 2007 | Doda           | - Monika Brodka - Ania Dąbrowska - Kasia Nosowska - O.S.T.R. |
| 2008 | Feel           | - Afromental - Kasia Cerekwicka - Ania Dąbrowska - Hey       |
| 2009 | Doda           | - Afromental - Ania Dąbrowska - Ewa Farna - Jamal            |

### Anni 2010
| Anno | Vincitore         | Nominati                                                        |
| ---- | ----------------- | --------------------------------------------------------------- |
| 2010 | Afromental        | - Agnieszka Chylińska - Hey - Mrozu - Tede                      |
| 2011 | Ewa Farna         | - Afromental - Doda - Monika Brodka - Myslovitz                 |
| 2012 | Monika Brodka     | - Iza Lach - Mrozu - Pezet - The Stubs                          |
| 2013 | Bednarek          | - Dawid Podsiadło - Donatan - Ewelina Lisowska - Margaret       |
| 2014 | Dawid Kwiatkowski | - Grzegorz Hyży - Artur Rojek - Mrozu - Jamal                   |
| 2015 | Margaret          | - Natalia Nykiel - Sarsa - Tabb & Sound'n'Grace - Tede          |
| 2016 | Margaret          | - Ania - Bovska - Dawid Podsiadło - Cleo                        |
| 2017 | Dawid Kwiatkowski | - Kamil Bednarek - Monika Lewczuk - Margaret - Natalia Nykiel   |
| 2018 | Margaret          | - Monika Brodka - Dawid Podsiadło - Natalia Nykiel - Taconafide |
| 2019 | Roksana Węgiel    | - Bass Astral x Igo - Daria Zawiałow - Dawid Podsiadło - Sarsa  |

### Anni 2020
| Anno | Vincitore      | Nominati                                                    |
| ---- | -------------- | ----------------------------------------------------------- |
| 2020 | Margaret       | - Quebonafide - Krzysztof Zalewski - Daria Zawiałow - Sanah |
| 2021 | Daria Zawiałow | - Brodka - Krzysztof Zalewski - Margaret - Sanah            |
| 2022 | Ralph Kaminski | - Julia Wieniawa - Margaret - Mata - Young Leosia           |
| 2023 | Doda           | - Kasia Nosowska - Mrozu - Sanah - Vito Bambino             |
| 2024 | Daria Zawiałow | - Kacperczyk - Kwiat Jabłoni - Pro8l3m - Zalewski           |